# CD15
CD15 (3-fucosil-N-acetil-lactosamina) és una molècula d'adhesió a carbohidrat que media en la fagocitosi i la quimiotaxi, que es troba expressat en els neutròfils; expressats en pacients amb la malaltia de Hodgkin, algunes leucèmies cròniques limfoblàstiques de cèl·lules B i la majoria de leucèmies no limfocítiques. També s'anomenen Lewis x i SSEA-1 (antigen 1 específic de l'estat embrionari) i representa un marcador per a les cèl·lules mare pluripotents de ratolí, en les quals desenvolupa un important paper en l'adhesió i migració de les cèl·lules de l'embrió preimplantat. És sintetitzat per la fucosiltransferasa 4 (FUT 4).